# ليونز بيت جالا
ليونز بيت جالا أو أسود بيت جالا هو فريق رياضي فلسطيني يُمارس رياضة اتحاد الرجبي، ويقع مقره في بلدة بيت جالا بالقرب من مدينة بيت لحم في الضفة الغربية في فلسطين. يشغل نصار خميس منصب رئيس نادي ليونز بيت جالا، بينما يتولى المدرب نيكولا ستيفان تدريب الفريق اعتبارًا من تشرين الأول (أكتوبر) عام 2008.

## لمحة تاريخية
فريق ليونز بيت جالا هو أول فريق رجبي في الأراضي الفلسطينية. بدأت فكرة تشكيل الفريق عندما التقى المدرب المجري مارتن بيستراي ببعض الشباب الفلسطينيين الذين أظهروا فضولاً لمعرفة المزيد عن رياضة الرجبي التي لم تكن معروفة سوى لعدد قليل من الناس في فلسطين، فقرر بيستراي أن يتولى تدريب الشباب المهتمين باللعبة، وبعد فترة وجيزة كان مولد أول فريق فلسطيني للرجبي. تأسس نادي ليونز بيت جالا في تشرين الأول (أكتوبر) عام 2007 على يد عدد من لاعبي الرجبي الدوليين واللاعبين المحليين الفلسطينيين، وشجعهم لاحقًا أعضاء نادي داعمي فريق مونستر الأيرلندي. أقيمت أول مباراة يُشارك فيها فريق ليونز بيت جالا بشكل كامل في أذار (مارس) عام 2008 في بلدة الخضر التابعة لمحافظة بيت لحم، وكانت ضد فريق رام الله بلو سنيك الذي كان قد تشكّل منذ فترة وجيزة.
في تشرين الاول (أكتوبر) عام 2008 سافر فريق ليونز بيت جالا إلى قبرص للمشاركة في بطولة موسم عام 2008 من دوري بافوس تاج للرجبي، واللعب ضد فريق بافوس تايجرز وفريق ليماسول كروسيدرز. وفي نفس الشهر، خاض الفريق مباراة رجبي ضد فريق رام الله بلو سنيك في مهرجان أكتوبر في مدينة الطيبة. يجري التخطيط في الوقت الحالي لاستضافة بطولة تاج للرجبي في الأراضي الفلسطينية حيث تأتي بعض الفرق من أيرلندا للعب مُنافسات البطولة.
لا تزال إدارة نادي ليونز بيت جالا تجد صعوبة في الحصول على دعم خارجي للفريق الجديد، وفي ترويج للعبة في مناطق فلسطينية أخرى. كلن رئيس نادي ليونز بيت جالا قد طلب من وزارة الشباب والرياضة الفلسطينية المساعدة في إقامة دوري الرجبي، إلا أن القوانين كانت تنص على ضرورة وجود أربعة فرق للسماح بإقامة بطولة دوري معترف بها لأي لعبة.

## لاعبو الفريق
تكون فريق ليونز بيت جالا عند بداية تأسيسه من 6 لاعبين فقط، ولكن ازداد عدد لاعبي الفريق بعد لك حتى وصل إلى 40 لاعب مُقسميين إلى فريقين أحدهما للاعبين الكبار والآخر للاعبين الصغار. لا يزال جميع لاعبي الفريق حتى الآن بما فيهم لاعبي الصف الأول ولاعبي الصف الثاني، طُلابًا في المدارس والجامعات، وفيما يلي قائمة بأسماء أبرز لاعبي الفريق:
- جورج أنطونيو ماريا
- جيسون بولاك
- سامر طارق
- جمال ابو فرحة
- سليم موسى عنفوس
- باري جيدعون
- أسامة خميس
- نجيب مخلوف
- طوني بلوط
- أبو سحاجيان